# Loiré-sur-Nie
Loiré-sur-Nie là một xã trong tỉnh Charente-Maritime trong vùng Nouvelle-Aquitaine tây nam nước Pháp. Xã này nằm ở khu vực có độ cao từ 60-110 mét trên mực nước biển.